# Pagoda (альбом)
Pagoda (рус. Па́года) — дебютный студийный альбом американской альтернативной-группы Pagoda, записанный в миланской звукозаписывающей студии «Cellar Door» и изданный 27 февраля 2007 года на лейбле Ecstatic Peace!.

## Об альбоме
После записи альбома, басист Джейми Калленд и виолончелист Индиго Рут-Дэвис ушли из группы. Продюсер альбома Лука Амендолара на несколько месяцев занял позицию бас-гитариста, а после измены состава стал звукорежиссёром группы на их европейском туре 2007 года.

## Список композиций
Слова и музыка всех песен — написаны Майклом Питтом за исключением указанных.
| №   | Название                                                               | Длительность |
| --- | ---------------------------------------------------------------------- | ------------ |
| 1.  | «Lesson Learned»                                                       | 3:23         |
| 2.  | «Amego»                                                                | 3:42         |
| 3.  | «Fetus»                                                                | 3:57         |
| 4.  | «Voices»                                                               | 5:07         |
| 5.  | «Death to Birth»                                                       | 4:36         |
| 6.  | «Botus»                                                                | 2:57         |
| 7.  | «Sadartha»                                                             | 2:55         |
| 8.  | «Alone»                                                                | 4:32         |
| 9.  | «Fear Cloud» (Питт / Индиго Руд-Дэвис / Джейми Калленд / Райан Доноху) | 0:56         |
| 10. | «I Do / Cellos / Song 1» (Питт / Руд-Дэвис / Калленд / Доноху)         | 14:04        |

## Участники записи
Pagoda
- Майкл Питт — вокал, гитара
- Индиго Рут-Дэвис — виолончель
- Джейми Калленд — бас-гитара
- Райан Доноху — ударные

Дополнительные музыканты
- Сюзан Хайсмит — бэк-вокал («Death to Birth»)
- Кристиан Зуккони — гитара («Death to Birth»)
- Николь Вишус — произнесённые слова («Death to Birth»), бэк-вокал («Alone»)
- Джейми Богерт — бэк-вокал («Alone»)

Продакшн
- Лука Амендолара — звукоинженер, микширование, продюсирование
- Хью Пул — микширование, продюсирование
- Этан Дональдсон — звукоинженер
- Сара Регистер — мастеринг
- Кен Рич — мастеринг